# La Pista
La Pista o La Pista de Juan Sánchez es un pequeño pueblo, ubicado en la provincia de Monte Plata, República Dominicana. Los pobladores de la Pista son refugiados afectados por el Huracán George del 1998. La representación política esta ortogada a los residentes del pueblo, otorgado por la alcaldía de Sabana Grande de Boya a través de la Sindica Bertilia Fernández.
Las infraestrusturas de la localidad son una parroquia, una escuela y una clínica. Muchas de las viviendas que el gobierno no se terminaron a tiempo. Gran parte de los pobladores de La Pista se dedican a la ganadería, venta de leche, agricultura y producción de queso. 

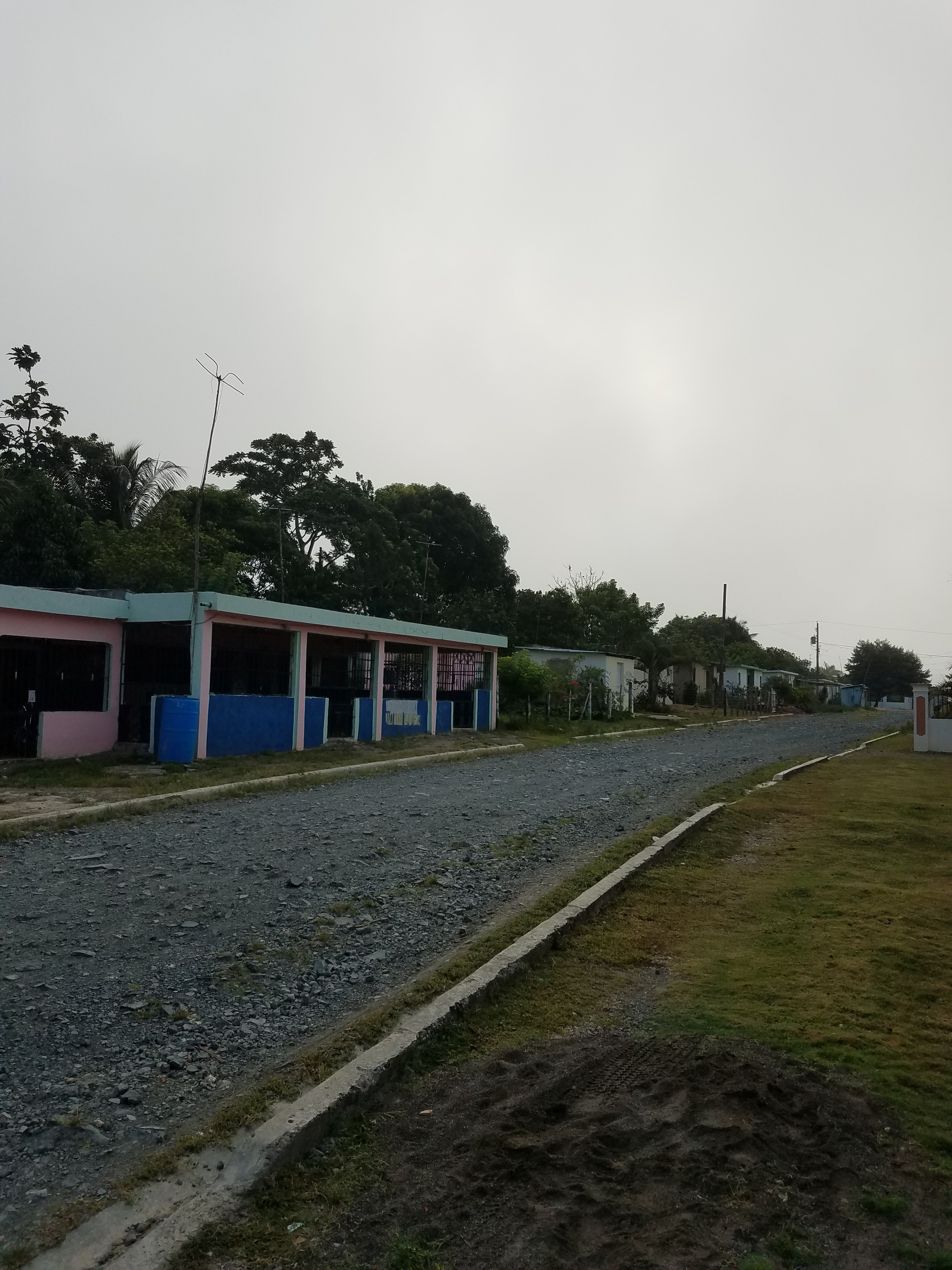
Calle Principal

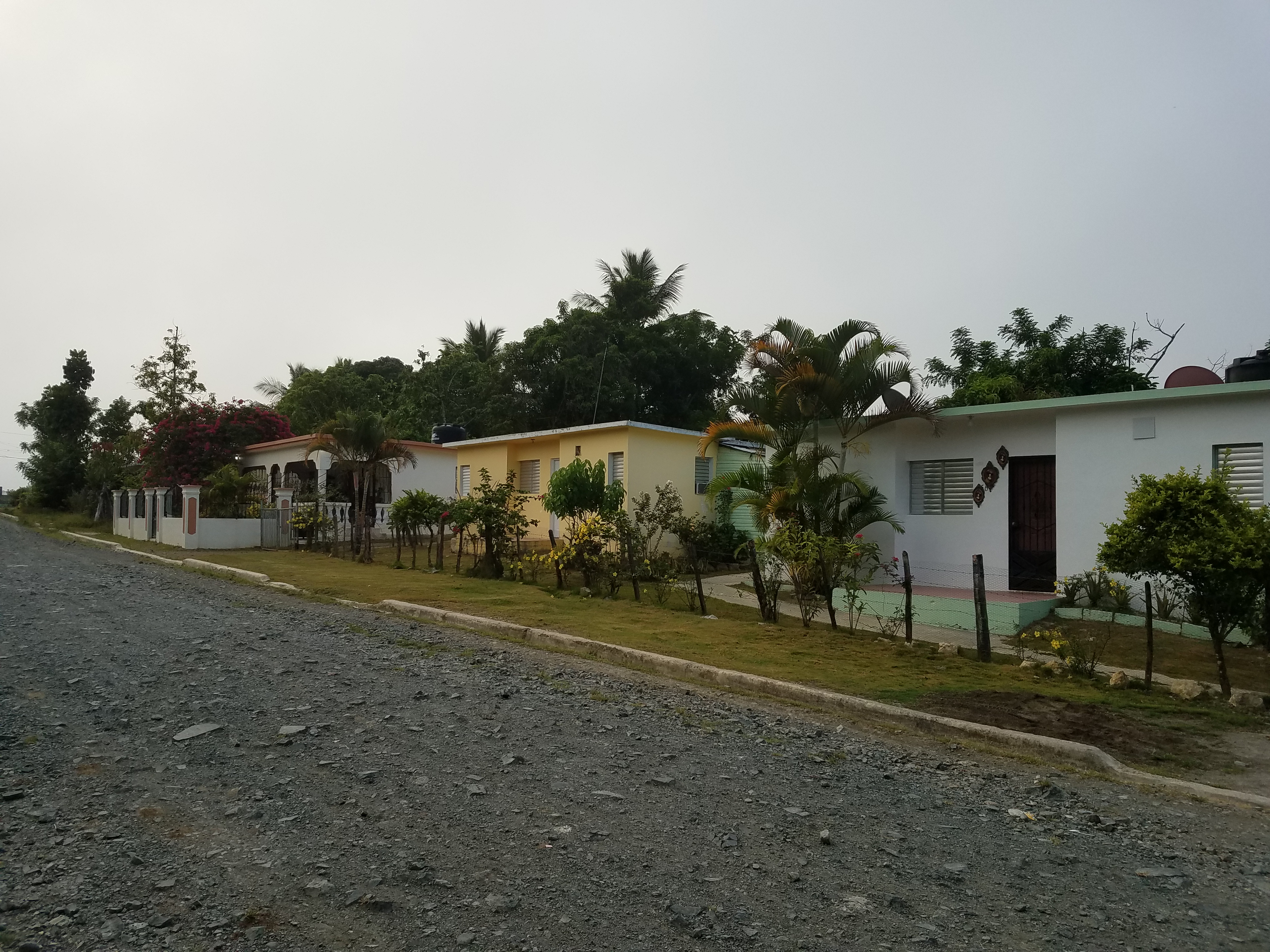
Casa en la Pista

## Historia
El nombre de la Pista, procede de un Aeródromo usado por el Consejo Estatal de la Azúcar, más conocido como el CEA. Era en estos Cañaverales que se guardaban los aviones que se usaban para furmigar los cañaverales. Todavía se pueden encontrar evidencia de la existencia de una pista de aterrizajes entre las yerva y las siembras.

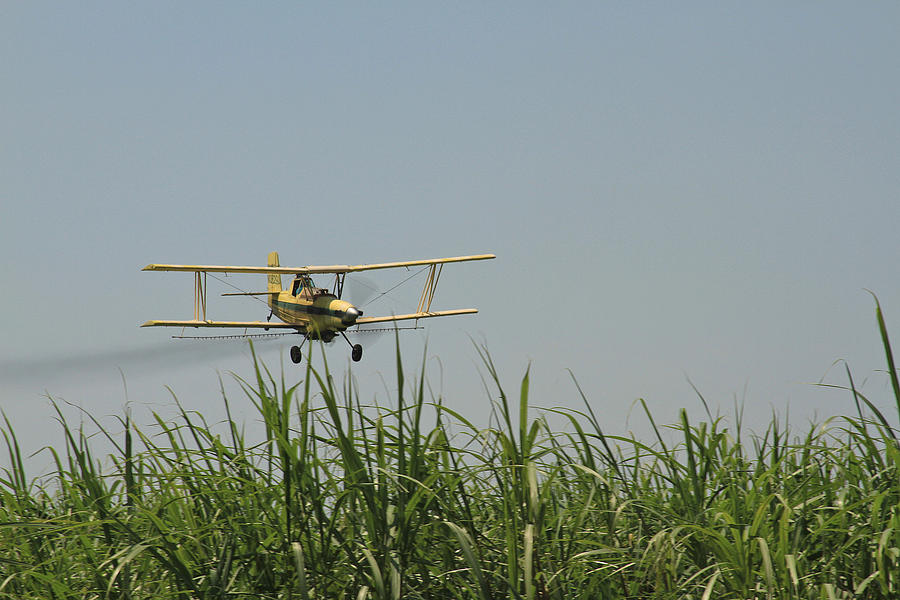
Furmigador de Canaverales

- Datos: Q5964855
- Multimedia: La Pista / Q5964855